# القط والفأر
رواية Katz und Maus التي تعني "القط والفأر"هي رواية قصيرة للكاتب الألماني غونتر غراس، نُشرت عام 1961، وتُعد الجزء الثاني من ثلاثية دانتسيغ التي تبدأ بـ الطبل الصفيح وتنتهي بـ سنوات الكلب.ترجمها جان أمسلر ، ونشرتها دار نشر بوينت-سوي عام 1962 .
بعد الطبل الصفيح، يعود غونتر غراس إلى الساعات المظلمة للنازية ويواصل استكشاف فظاعة التاريخ وابتذال الشر. كما يظل متمسكًا بتقنيته في تداخل الأزمنة والسرديات ووجهات النظر. وكما في الطبل الصفيح، يختلط العجائبي والواقعي والخيالي والذكريات واليومي والهلوسة في نسيج سردي واحد.
من خلال هذا السرد، يؤكد المؤلف أنه سعى إلى تقديم إعادة تفسير لرواية "الفتى الغامض" (Le Grand Meaulnes) للكاتب لألان فورنييه  .

## ملخص
يروي الراوي "بيلينز" القصة بأثر رجعي، ويتحدث عن علاقته بزميله في المدرسة "مالكه"، وهو فتى يتيم جزئيًا. تدور الأحداث خلال الحرب العالمية الثانية، في مدينة دانزيغ الحرة سابقًا، التي كانت تقع في إقليم بروسيا الشرقية وأصبحت الآن جزءًا من بولندا . كان "مالكه" يتميز بتفاحة آدم بارزة وكان الزعيم بلا منازع لمجموعة صغيرة من الفتيان. كان يحلم بأن يصبح مهرجًا، وأن يحصل على وسام الحرب الخاص بالرايخ الثالث. بين "بيلينز" و"مالكه" الذي يُراقب ويُتابَع باستمرار، تبدأ لعبة أشبه بلعبة القط والفأر.

## امتداد
تم اقتباس فيلم من هذه الرواية القصيرة عام 1966، أخرجه هانس يورغن بولاند، وكان السيناريو من تأليف مايكل هينز. 